# Geissorhiza mathewsii
Geissorhiza mathewsii är en irisväxtart som beskrevs av Harriet Margaret Louisa Bolus. Geissorhiza mathewsii ingår i släktet Geissorhiza och familjen irisväxter. Inga underarter finns listade i Catalogue of Life.